# Szúd
Szúd (szlovákul: Súdovce) község Szlovákiában, a Besztercebányai kerületben, a Korponai járásban. Alsó-, Felső- és Középszúd egyesítésével jött létre.

## Fekvése
Ipolyságtól 22 km-re északnyugatra fekszik.

## Története
A falu keletkezéséről nincs történeti adat. 1256-ban IV. Béla adománylevelében "Zyud" alakban említik először. 1256-ban "Zuud", 1442-ben "Zyvgdh" alakban említik a korabeli források. Hont várának uradalmához tartozott. 1256-ban IV. Béla király zólyomi várjobbágyoknak adta. 1302-től a Hebeczi család birtoka. 1342-ben Hebeczi Gábor már a szúdi előnevet használja. A 16. századtól már három faluból: Alsó-, Felső- és Középszúdból állt. A 18. századtól a Zsembery család birtokolta. 1715-ben malma és 16 adózó háztartása létezett. 1720-ban 20 volt a háztartások száma. 1828-ban 55 házában 334 lakos élt. Lakói mezőgazdasággal, szőlőtermesztéssel foglalkoztak.
Vályi András szerint "SZUD. Tót falu Hont Várm. földes Ura Zsembery Uraság, lakosai katolikusok, fekszik kies helyen; határja jó, bora legnevezetesebb e’ Vármegyében, legelője elég, keresetre módgyok van."
Fényes Elek szerint "Szúd , tót-magyar falu, Honth vmegyében, Nádashoz 1/4 mfd. 56 kath., 283 evang., 4 ref. lak., s hires bortermő szőlőhegygyel. F. u. többen. Ut. p. Szántó."
Hont vármegye monográfiája szerint "Szúd, tót kisközség, 57 házzal és 268 ág. h. ev. vallású lakossal; vasúti állomása és távirója Egeg-Szalatnya, postája Egyházmarót. 1256-ban Nempti Buzád, Boleszló fia és rokonai ősi birtokukat, Nempti falut, elcserélik Szúd helységért; a birtokba iktatásnál, többek között, tanuként szerepeltek Zsemberi Zazin és Ambrus, a Zsembery család ősei. Ugyanez évben IV. Béla király nyolcz zólyomi kertészének itt tíz ekényi földet adományozott és ezt a birtokrészt kivonta a honti vár fönhatósága alól. 1302-ben Hébeczi Fábián szerzi meg, kinek fiát, Miklóst, 1323-ban Károly király megerősíti a birtokban. Ennek fia Gábor 1342-ben a Szúdi nevet vette föl. A Szúdi családról a XV. században több okleveles emlitést találunk; e följegyzések szerint Andreas de Zwd 1402-ben nádori, Laurentinus de Zwd pedig 1423-ban királyi ember volt. 1539-ben is birtokban találjuk itt a Szudi családot. Hajdan három helységre oszlott Szúd falu, ú. m. Alsó-, Közép- és Felső-Szúdra; az itt törzsökös Sembery család, melyet a XVIII. század elején már birtokban találunk, a Felsőszúdi előnevet használja. A Semberyeknek ma is szép kastélyuk és nagyobb birtokuk van itt. Szúd község határában fekszik Rovnya major."
A trianoni békeszerződésig Hont vármegye Ipolysági járásához tartozott.

## Népessége
| Év:            | 1994. | 2004.   | 2014.   | 2024.   |
| -------------- | ----- | ------- | ------- | ------- |
| Emberek száma: | 210   | 205     | 219     | 210     |
| Eltérés:       |       | -2,38 % | +6,82 % | -4,10 % |

| Év:            | 2023. | 2024. |
| -------------- | ----- | ----- |
| Emberek száma: | 210   | 210   |
| Eltérés:       |       | +0 %  |

1910-ben 283, többségben szlovák anyanyelvű lakosa volt, jelentős magyar kisebbséggel.
2001-ben 211 lakosából 185 szlovák volt.
2011-ben 222 lakosából 191 szlovák volt.
2021-ben 209 lakosából 194 (+2) szlovák, 1 magyar, 5 (+15) cigány, 2 egyéb és 7 ismeretlen nemzetiségű volt.

## Nevezetességei
- Evangélikus temploma 1932-ben épült.
- Római katolikus temploma modern épület.
- Klasszicista kastélya a 19. század elején épült. 1944-ben elpusztult, de bal szárnyát 1961-ben újjáépítették.

## Neves személyek
- Felsőszúdon született 1804. január 27-én és hunyt el 1888. október 18-án Sembery Imre, Hont vármegye másodalispánja, 1848-ban a Honvédelmi Bizottmány tagja, országgyűlési képviselő. A szabadságharc bukása után ide a kastélyba, könyvei közé vonult vissza, csak szúdi remeteként emlegették.

## Külső hivatkozások
- Községinfó
- Szúd Szlovákia térképén
- E-obce.sk Archiválva 2013. június 7-i dátummal a Wayback Machine-ben
- Regionhont.sk